# Amanita citrina
La amanita limón, oronja limón. amanita citrina, amanita color limón, amanita amarillo limón o también lanperna limoia  (Amanita citrina, sin. Amanita mappa) es un hongo basidiomiceto del orden Agaricales, que habita tanto en bosques de coníferas como de frondosas. Es una especie termófila, que no está habituada a los climas fríos. Se le suele encontrar en suelos arenosos, que son ácidos y pobres en nutrientes. Forma asociaciones micorrícicas, preferentemente con coníferas. El cuerpo fructífero aflora desde finales de verano a finales de otoño. Su sabor es desagradable, por lo que no se le considera un hongo comestible.

## Morfología
El cuerpo fructífero está rematado por un sombrero de entre 5 y 10 centímetros de diámetro, de forma hemisférica en ejemplares jóvenes y aplanada en setas más desarrolladas. Presenta un color amarillo limón muy pálido, que puede variar hacia el verde amarillento o el verdoso. También puede ser completamente blanco. A menudo presenta en su superficie restos del velo, que forma grandes placas —blancas, amarillentas o parduscas—. Posee una cutícula gelatinosa y que se desprende con facilidad. Los márgenes del sombrero son lisos y las láminas son libres y prietas, de color blanco o amarillentas. El pie mide entre 10 y 12 centímetros de largo y entre 1 y 1,5 de ancho, blanco amarillento, y posee un amplio anillo amarillento, con superficie estriada. La volva es de gran tamaño, cilíndrica con un borde cortado muy característico. Su carne es blanca, amarillenta en la zona inmediatamente inferior a la cutícula, y no tiene valor como comestible, por su mal sabor y el contenido de la toxina bufotenina.

## Posibilidades de confusión
Es posible confundirlo con ejemplares blancos de la especie Amanita phalloides, así como con Amanita virosa, ambas muy tóxicas.